# Robert E. Lee
Robert Edward Lee (født 19. januar 1807, død 12. oktober 1870) var en karriereofficer i USA's hær, ingeniørsoldat, og blandt de mest lovpriste generaler i USA's historie.
Lee var søn af generalmajor Henry Lee III "Light Horse Harry" (1756–1818), som var guvernør i Virginia, og dennes anden kone, Anne Hill Carter (1773–1829). Han var efterkommer af sir Thomas More og kong Robert 2. af Skotland gennem hertugen af Crawford. Som topkandidat fra West Point udmærkede Lee sig som en enestående soldat i USA's hær i 32 år, hvor han undervejs kæmpede i den Mexicansk-amerikanske krig.
I begyndelsen af 1861 tilbød general Winfield Scott Lee kommandoen over hele USA's hær. Lee afslog, fordi hans hjemstat Virginia trådte ud af unionen, selv om det var imod Lees ønske. Da Virginia trådte ud af Unionen i april 1861, valgte Lee således at følge sin hjemstat. Lee blev den øverste militære rådgiver for præsident Jefferson Davis. Lees første feltkommando kom i juni 1862, da han overtog kommandoen over Sydstaternes østlige hær, (som Lee selv omdøbte til "Army of Northern Virginia").
Lees største sejre var i Syv dages slaget, Andet slag ved Bull Run, Slaget ved Fredericksburg og Slaget ved Chancellorsville. Begge hans invasioner af Nordstaterne endte til gengæld med nederlag. Første gang var i efteråret 1862, hvor Lee måtte trække sig tilbage efter Slaget ved Antietam. Anden gang var i starten af juli 1863, hvor Lee blev afgørende slået i Slaget ved Gettysburg i Pennsylvania. På grund af ineffektiv forfølgelse fra Unionens side lykkedes det imidlertid Lee at undslippe til Virginia.
I foråret 1864 begyndte den nye øverstkommanderende for Unionshæren, generalløjtnant Ulysses S. Grant, en kampagne, der skulle nedbryde Lees hær. I Overland kampagnen i 1864 og ved Belejringen af Petersburg i 1864–1865, påførte Lee Grants noget større hær store tab, men var ude af stand til at erstatte sine egne tab. I starten af april 1865 opgav Lees udmarvede styrker deres skyttegrave rundt om Konføderationens hovedstad Richmond, Virginia, og han indledte et strategisk tilbagetog. Lees efterfølgende overgivelse ved Appomattox Courthouse den 9. april 1865 betød, at en af Sydstaternes hære var tabt, men det var et psykologisk slag, som Syden ikke kunne komme sig over. I juni 1865 havde alle Sydstaternes hære overgivet sig.
Lees sejre over overlegne styrker vandt ham vedvarende ry som en dygtig taktiker på slagmarken, men nogle af hans strategiske beslutninger, såsom invasionerne af Nordstaterne i 1862 og 1863, har fået meget kritik af militærhistorikerne.
I de sidste måneder af Borgerkrigen, mens mandskabsreserverne svandt ind, implementerede Lee en plan om at bevæbne slaver og lade dem kæmpe for Sydstaterne; men dette tiltag kom alt for sent til at få betydning for krigens udgang. Efter overgivelsen ved Appomattox frarådede Lee skuffede sydstatsfolk at fortsætte krigen som en guerillakrig og tilskyndede i stedet til en forsoning mellem nord og syd.
Efter krigen blev Lee præsident for et universitet, og i den stilling støttede Lee præsident Andrew Johnsons program for genforening og venskab, men var modstander af de radikale Republikaneres forslag om at give frigivne slaver stemmeret og til gengæld tage den fra tidligere sydstatsfolk. Han opfordrede dem inderligt til at genoverveje deres holdning til Nord og Syd og til reintegrationen af tidligere sydstatsfolk i nationens politiske liv. Lee blev den store krigshelt for Sydstaterne, og hans popularitet voksede også i Nordstaterne efter hans død i 1870. Han er stadig et ikon for amerikansk militært lederskab.
Lees far døde, da Lee var 11 år gammel, og efterlod sin familie i stor gæld. Da Lee var tre år gammel, blev hans ældre halvbror myndig og arvede Stratford Hall Plantagen, som han gjorde til sit hjem. Resten af familien flyttede til Alexandria i Virginia, hvor Lee voksede op i forskellige familiemedlemmers hjem. Lee gik i skole i Alexandria Academy, hvor han fik en klassisk uddannelse. Lee blev anset for en eliteelev og var specielt dygtig til matematik. Hans mor, som var en troende kristen, stod for hans religiøse oplæring i Christ Episcopal Church i Alexandria.
Han kom på West Point i 1825 og blev den første kadet, som fik rang af sergent efter sit første år. Da han fik eksamen i 1829 var det som den første i klassen i fagene artilleri og taktik, og sammen med 5 andre kadetter delte han æren af ikke at have fået strafpoint overhovedet i de fire år på akademiet. Samlet set blev han nr. 2 i årgangen, der var på 46 kadetter. Han blev udnævnt til midlertidig sekondløjtnant i ingeniørkorpset.

## Tidlige år og karriere
Robert E. Lee blev født på Stratford Hall plantagen i Westmoreland County, Virginia som femte barn af helten fra den amerikanske uafhængighedskrig Henry Lee ("Light Horse Harry") og Anne Hill (født Carter) Lee. Lees forældre tilhørte aristokratiet i Virginia og var ægte tuckahoes. Hans fars familie var blandt dem, som først slog sig ned i Virginia. Hans mor voksede op på Shirley plantagen, et af de mest elegante hjem i Virginia. Hans tip-tip-tip oldefar på mødrene side Robert "King" Carter, var den mest velhavende mand i de 13 oprindelige kolonier, da han døde i 1732. "Light Horse Harry Lee" oplevede alvorlige økonomiske tilbageslag som følge af fejlslagne investeringer. Historikeren Gary W. Gallagher skrev, "Harry Lee havde ikke været i stand til at udøve selvkontrol eller tage vare på sin familie, og derfor forlod han dem." Det var en alvorlig lære for unge Robert E. Lee." Imidlertid bemærkes det i Lee of Virginia, at Harry Lee "blev meget alvorligt såret af en pøbel i Baltimore, mens han forsøgte at forsvare en vens hus. Senere foretog han en rejse til Vestindien for at forsøge at genoprette sit ødelagte helbred. På vejen hjem døde han" Lee of Virginia skriver også "...i Vestindien skrev Henry Lee en række breve til sin søn, Carter..." som senere af Robert E. Lee blev beskrevet som "Disse breve med kærlighed og visdom".

## Karriere som ingeniør
Lee gjorde tjeneste i lidt over 17 måneder på Fort Pulaski på Cockspur Island i Georgia. I 1831 blev han overført til Fort Monroe på spidsen af Virginiahalvøen og spillede en stor rolle i den endelige konstruktion af Fort Monroe og det overfor liggende Fort Calhoun. Fort Monroe var omgivet af en voldgrav på alle sider. Fort Calhoun, som senere blev omdøbt til Fort Wool, blev bygget på en kunstig ø på den anden side af sejlrenden ved Old Point Comfort i midten af udmundingen af Hampton Roads. Da bygningen var færdig i 1834, blev Fort Monroe omtalt som "Gibraltar ved Chesapeake Bay." Mens han var udstationeret på Fort Monroe, giftede han sig.
Lee gjorde tjeneste som assistent på chefingeniørens kontor i Washington, D.C. fra 1834 til 1837, men brugte sommeren 1835 på at hjælpe til med at fastlægge grænsen mellem delstaterne Ohio og Michigan. Som premierløjtnant i ingeniørkorpset førte han i 1837 tilsyn med ingeniørarbejderne i St. Louis' havn og på de øvre dele af Mississippi- og Missourifloderne. Blandt hans projekter var sprængning af en kanal gennem Des Moines-strømfaldene på Mississippi ved Keokuk, Iowa, hvor Mississippiflodens gennemsnitlige dybde på 2,4 fod var den øvre grænse for dybgangen på dampskibstrafikken på floden. Hans arbejde der gav ham en forfremmelse til kaptajn.

## Ægteskab og familie
Mens han var udstationeret på Fort Monroe, giftede han sig med Mary Anna Randolph Custis (1808–1873), oldebarn af Martha Washington med hendes første mand Daniel Parke Custis. De blev gift den 30. juni 1831 i Arlington House, hendes forældres hus lige udenfor Washington D.C.. 3rd U.S. Artillery var æresgarde ved vielsen. Med tiden fik de 7 børn: 3 drenge og 4 piger:
1. George Washington Custis Lee (Custis, “Boo”); 1832–1913; gjorde tjeneste som generalmajor i Sydstatshæren og var aide-de-camp for præsident Jefferson Davis; gift, men fik ingen børn
2. Mary Custis Lee (Mary, “Daughter”); 1835–1918; ugift
3. William Henry Fitzhugh Lee (“Rooney”); 1837–1891; gjorde tjeneste som generalmajor i sydstatshæren(kavaleriet); gift to gange; overlevende børn fra 2. ægteskab
4. Anne Carter Lee (Annie); 1839–1862; ugift
5. Eleanor Agnes Lee (Agnes); 1841–1873; ugift
6. Robert Edward Lee, Jr. (Rob); 1843–1914; gjorde tjeneste som kaptajn i Sydstaternes hære (Rockbridge Artillery); gift to gange; overlevende børn fra 2. ægteskab
7. Mildred Childe Lee (Milly, “Precious Life”); 1846–1905; ugift.

Alle børnene overlevede ham undtagen Annie, som døde i 1862. De ligger alle begravet sammen med deres forældre i krypten under Lee Chapel ved Washington and Lee University i Lexington, Virginia.
Mary Anna Custis Lee besøgte Arlington House for sidste gang, mens stedet var i fuld gang med at blive den mest berømte kirkegård i verden, Arlington National Cemetery. Det siges, at hun blev sønderknust og efterfølgende var tynget af tabet.

## Mexicansk-amerikanske krig, West Point og Texas
Lee udmærkede sig i den Mexicansk-amerikanske krig (1846–1848). Han var en af Winfield Scotts vigtigste hjælpere under fremrykningen fra Veracruz til Mexico City. Han stod bag flere amerikanske sejre ved personligt at rekognoscere terrænet som stabsofficer. Han fandt angrebsruter, som mexicanerne havde valgt ikke at forsvare, fordi de anså terrænet for ufremkommeligt.
Han blev forfremmet til midlertidig major efter Slaget ved Cerro Gordo den 18. april 1847. Han kæmpede også i Slaget ved Contreras, Slaget ved Churubusco og Slaget ved Chapultepec, og blev såret i det sidste. Ved krigens slutning var han foreløbigt forfremmet yderligere to gange til oberstløjtnant og oberst, men hans permanente rang var fortsat kaptajn i ingeniørkorpset, og den forblev uforandret, indtil han blev overført til kavaleriet i 1855.
Efter den Mexicansk-amerikanske krig tilbragte han tre år på Fort Carroll i Baltimore havn, hvorefter han blev overintendant på West Point i 1852. Under sit tre års ophold på West Point forbedrede den midlertidige oberst Robert E. Lee bygninger og kurser og brugte meget tid sammen med kadetterne. Lees ældste søn, George Washington Custis Lee, gik på West Point under hans embedstid. Custis Lee fik sin eksamen i 1854 som den bedste i klassen.
I 1855 sluttede Lees ophold på West Point, og han blev udnævnt til oberstløjtnant i det nye 2nd U.S. Cavalry regiment. Det var Lees første betydelige forfremmelse i hæren, siden han blev udnævnt til kaptajn i 1838, trods det at han havde været midlertidig oberst, som var en honorær udnævnelse. Ved at acceptere forfremmelse forlod Lee Ingeniørkorpset, som han havde tjent i over 25 år. Oberst for regimentet blev Albert Sidney Johnston, som tidligere havde gjort tjeneste som major i kassererens afdeling, og regimentet blev sendt til Camp Cooper i Texas.
Her hjalp han med at beskytte nybyggere mod angreb fra Apache- og Comancheindianere.
Det var ikke lykkelige år for Lee, da han ikke kunne lide at være væk fra sin familie i lange perioder, især da hans kone blev stadig mere syg. Lee kom og så til hende, så tit han kunne. Hun blev behandlet af homøopaten Alfred Hughes

## Lee som slaveholder
Som medlem af aristokratiet i Virginia, var Lee i nær kontakt med slaveriet, inden han gik ind i hæren, og han havde omkring et halvt dusin slaver selv. Da Lees svigerfar George Washington Parke Custis, døde i oktober 1857, blev Lee (som eksekutor) herre over 196 slaver på plantagen i Arlington. Selv om testamentet indeholdt bestemmelser om, at slaverne skulle gives fri "på en sådan måde som mine eksekutorer må finde det nemmest og rigtigst" og satte en frist på 5 år til at få ordnet detaljerne, måtte Lee skaffe sig midler for at betale sin svigerfars gæld og reparere de ejendomme, som han havde arvet. Han besluttede at skaffe penge i de 5 år, som testamentet gav ham kontrol over slaverne i, ved at lade dem arbejde på plantagen og udleje dem til omkringliggende plantager og til det østlige Virginia.
Lee, som ikke havde erfaring med at være ejer af mange slaver, forsøgte at hyre en tilsynsførende, som kunne styre plantagen i hans fravær, og skrev til sin fætter: "Jeg ønsker at få fat i en energisk og ærlig farmer, som både viser hensyn og er venlig overfor negrene, men samtidig er fast og får dem til at gøre deres pligt." Det lykkedes ikke for Lee at finde den rette mand, og han måtte tage to års orlov fra hæren for selv at styre plantagen. Han fandt den oplevelse frustrerende og vanskelig, nogle af slaverne var utilfredse og forlangte deres frihed. Mange af dem havde fået at vide, at de ville blive givet fri, så snart Custis døde. I maj 1858 skrev Lee til sin søn Rooney, "Jeg har haft problemer med nogle af folkene. Reuben, Parks & Edward, gjorde i begyndelsen af sidste uge oprør mod min autoritet – afslog at adlyde mine ordrer og sagde, at de var lige så frie som jeg etc., etc.--Jeg havde held af at fange dem og stoppe dem i fængsel. De gjorde modstand, indtil de blev overmandet og råbte til de andre om at redde dem." Mindre end to måneder efter, at de var blevet sendte til fængslet i Alexandria, besluttede Lee at fjerne disse tre mænd samt tre kvindelige husslaver fra Arlington og sendte dem under lås og slå til slavehandleren William Overton Winston i Richmond. Han fik besked på at holde dem fængslet, indtil han kunne finde "gode og ansvarlige" slaveholdere, som kunne lade dem arbejde indtil slutningen af fem års perioden.
I 1859 flygtede tre af slaverne fra Arlington—Wesley Norris, hans søster Mary og en af deres fætre. De søgte nordpå, men blev fanget nogle få kilometer fra grænsen til Pennsylvania og tvunget tilbage til Arlington. Den 24. juni 1859, offentliggjorde New York Daily Tribune to anonyme breve dateret 19. juni 1859 og 21. juni 1859), hvori det hævdedes, at Lee havde ladet Norriserne piske, og gik så langt som til at hævde, at Lee selv havde pisket kvinden, da officeren nægtede. Lee skrev til sin søn Custis, at "N. Y. Tribune har angrebet mig for min behandling af din bedstefars slaver, men jeg vil ikke tage til genmæle. Han har efterladt mig en ubehagelig arv." Lees biografer har været uenige om, hvor
meget man skal tro på brevene i Tribune. Douglas S. Freeman, skrev i sin biografi om Lee i 1934, at brevene til Tribune var "Lee's første oplevelse af slavemodstandernes agitatorers overdrivelser" og fastslog, at "der er ingen beviser, direkte eller indirekte på, at Lee lod dem eller andre negre piske. Sædvanen i Arlington og andre steder i Virginia blandt folk i Lees samfundslag forbød sådan noget." Michael Fellman, fandt i The Making of Robert E. Lee (2000), at påstandene om, at Lee personligt havde pisket Mary Norris var "ekstremt usandsynlige," men at det ikke var spor usandsynligt at Lee havde ladet slaverne piske: "legemsstraf, som Lee omtalte som fasthed, var en indbygget og nødvendig del af slavedisciplinen. Selv om den antoges kun at blive anvendt i en rolig og rationel form, var åbenlys dominering af slaver, uden restriktioner fra loven, altid brutal og potentielt grusom."
Wesley Norris omtalte selv hændelsen efter krigen i et interview i 1866 som blev trykt i National Anti-Slavery Standard. Norris udtalte, at efter at de var blevet fanget og tvunget tilbage til Arlington, sagde Lee til dem, at "han ville give dem en lærestreg, som de ikke ville glemme foreløbig." Ifølge Norris lod Lee derefter dem alle tre binde til pæle og piske af den lokale politimand, med 50 slag til hver af mændene og 20 slag til Mary Norris (han hævdede ikke, at Lee personligt havde pisket Mary Norris). Norris hævdede, at Lee derefter lod opsynsmanden gnide deres flænsede rygge ind i saltlage.
Efter deres tilfangetagelse sendte Lee Norrisserne af sted for at arbejde på jernbanen i Richmond og Alabama. Wesley Norris fik sin frihed i januar 1863 ved at snige sig igennem Sydstaternes linjer nær Richmond til et område under Unionens kontrol. Lee frigav alle de andre af Custis' slaver efter afslutningen af fem års perioden i vinteren 1862. Frigivelsesdokumenterne blev indleveret den 29. december 1862.

### Lees syn på slaveri
Efter borgerkrigen har det ofte været antydet, at Lee i en vis forstand var modstander af slaveriet. I tiden efter Borgerkrigen og Genforeningen og efter sin død blev Lee en central figur i ”Lost cause” bevægelsens fortolkning af krigen, og efterhånden som de efterfølgende generationer kom til at betragte slaveri som en frygtelig umoralsk ting, hjalp tanken om, at Lee altid havde været modstander af slaveriet til at fastholde hans position som symbol for Sydstaternes ære og national forsoning.
Et af beviserne, som nævnes som støtte for at Lee var mod slaveri, er frigivelsen af Custis' slaver, som beskrevet ovenfor, og hans støtte i slutningen af krigen til at indrullere slaver i Sydstaternes hær til gengæld for frigivelse, hvis de gjorde god tjeneste. Lee gav officielt sin støtte til denne ide to uger før overgivelsen ved Appomattox, for sent til at hjælpe Konføderationen.
I december 1864 fik Lee forevist et brev af senatoren fra Louisiana Edward Sparrow, forfattet af general St. John R. Liddell, som skrev om, at Lee ville blive sat under hårdt pres i det indre af Virginia i det kommende forår, og om behovet for at overveje Patrick Cleburnes plan om at frigive slaverne og optage enhver i hæren, som var villig til at lade sig indrullere. Det hævdedes, at Lee havde været enig på alle punkter og ønskede at få sorte soldater, idet han sagde, at han kunne skabe soldater ud af ethvert menneske, som havde arme og ben
En anden kilde er Lees brev fra 1856 til sin kone, som kan fortolkes på forskellige måder:
| „ | ... I denne oplyste tid tror jeg, at der er få, som ikke vil anerkende, at slaveriet som institution er et moralsk og politisk onde i ethvert land. Det er nytteløst at udbrede sig om dets uheldige sider. Jeg tror dog, at det er et større onde for den hvide mand end for den sorte race, og mens mine følelser er stærkt engageret på de sidstes vegne, ligger min sympati i højere grad hos de første. De sorte har det langt bedre her end i Afrika, moralsk, socialt og fysisk. Den smertelige disciplin, som de er underlagt, er nødvendig for deres oplæring som race, og jeg håber, at den vil forberede og lede dem til bedre ting. Hvor længe deres underkastelse er nødvendig, vides og bestemmes af et klogt og nådigt forsyn. | “ |
|   | — Robert E. Lee, til Mary Anna Lee, 27. december 1856 |   |

Freemans analyser placerer Lees holdning overfor slaveri og slaveriets afskaffelse ind i en historisk kontekst:
| „ | Dette [brev] afspejlede den generelle holdning blandt de fleste religiøse folk i Lees klasse i grænseegnene mellem Nord og Syd. De troede på, at slaveriet eksisterende, fordi Gud ønskede det, og de troede, at det ville blive afskaffet, når Gud besluttede det. Det var ikke op til dem at beslutte hvornår og hvordan, selv om de var opmærksomme på de uheldige effekter, som negerslaveriet havde på begge racer. Lee delte sine naboers overbevisninger uden at have været i kontakt med de værste onder ved slaveriet. Han tilbragte ikke længere perioder i nogen stat syd for Virginia, fra han forlod Fort Pulaski i 1831, til han tog til Texas i 1856. Alle hans tænkende år havde han tilbragt nordpå eller i grænseegnene. Han havde aldrig været blandt sorte på en bomulds- eller risplantage. I Arlington havde tjenestefolkene været notorisk magelige og deres herres herre. Lee havde således kun kendt den mildeste form for slaveri, og vurderede den herefter. Han havde dog heller ingen illusioner om abolitionisternes mål eller effekten af deres agitation. | “ |
|   | — Douglas S. Freeman, R. E. Lee, A Biography, p. 372 |   |

## Harpers Ferry og Texas, 1859-61
Da John Brown ledte en gruppe på 21 mænd (inklusiv fem afro-amerikanere) og erobrede arsenalet i Harpers Ferry, Virginia i oktober 1859, fik Lee kommandoen over en gruppe militssoldater fra Maryland og Virginia foruden soldater og marinesoldater til at undertrykke oprøret og arrestere dets ledere. Da Lee ankom senere på natten havde militsen på stedet omringet Brown og hans gidsler. Da Brown den 18. oktober nægtede at overgive sig, angreb Lee, og efter 3 minutters kamp var Brown og hans folk taget til fange.
Da Texas trådte ud af Unionen i februar 1861 overgav general David E. Twiggs alle amerikanske styrker (ca. 4.000 mand, inklusiv Lee og kommandanten for militærdistrikt Texas) til texanerne. Twiggs tog straks sin afsked fra Unionshæren og blev general i Sydstaternes hær. Lee tog tilbage til Washington, og blev udnævnt til oberst i the First Regiment of Cavalry i marts 1861. Lees udnævnelse til oberst blev underskrevet af den nye præsident, Abraham Lincoln. Tre uger efter sin forfremmelse blev oberst Lee tilbudt en post som generalmajor i den ekspanderende hær for at kæmpe mod de Sydstater, som havde forladt Unionen.

## Borgerkrigen
Privat latterliggjorde Lee Konføderationen i breve i begyndelsen af 1861 og fordømte udtrædelse af Unionen som revolution og forræderi mod den indsats, nationens grundlæggere havde gjort. Den øverstkommanderende for Unionens hær, Winfield Scott, fortalte Lincoln, at han ønskede Lee i en topstilling. Lee sagde, at han var indforstået, så længe Virginia forblev i Unionen. Lee blev spurgt af en af sine underordnede, om han ville kæmpe for Konføderationen eller for Unionen, hvortil han svarede: Jeg vil aldrig bære våben mod Unionen, men det kan blive nødvendigt for mig at bære en musket i forsvaret af min fødestat Virginia, og i så fald vil jeg ikke være en kryster i forhold til min pligt. Efter Lincolns appel for tropper til at slå oprøret ned, var det klart at Virginia hurtigt ville træde ud af Unionen, så Lee afslog tilbuddet den 18. april, trådte ud af hæren den 20. april og overtog kommandoen over staten Virginias styrker den 23. april.

### Det første år
Ved krigens udbrud blev Lee udpeget til øverstkommanderende for alle Virginias styrker, men efter dannelsen af De Konfødererede Staters Hær blev han udpeget til en af hærens første 5 (fulde) generaler. Lee bar ikke distinktioner svarende til general, men kun de tre stjerner som indikerede en oberst, hvilket svarede til hans seneste rang i Unionshæren. Han ønskede ikke at bære generalsdistinktioner, før Borgerkrigen var vundet, og han i fredstid kunne blive forfremmet til general i Konføderationens hær.
Lees første opgave i felten bestod i at kommandere sydstatsstyrker i det vestlige Virginia, hvor han blev besejret i Slaget ved Cheat Mountain og i vidt omfang fik skylden for Sydstaternes tilbageslag. Han blev derefter sendt af sted for at organisere forsvaret langs kysterne i North Carolina, South Carolina og Georgia. Her blev han hæmmet af, at Sydstaterne ikke havde en effektiv marine. Mens han igen blev kritiseret af pressen, blev han udnævnt til militærrådgiver for præsident Jefferson Davis, der tidligere havde været USA’s krigsminister.

### Øverstkommanderende, Army of Northern Virginia
I foråret 1862 under Peninsula kampagnen rykkede unionshæren Army of the Potomac under general George B. McClellan frem mod Richmond ad Virginiahalvøen fra Fort Monroe og nåede til sidst den østlige udkant af Konføderationens hovedstad ved Chickahominy floden. Efter at general Joseph E. Johnston var blevet såret i Slaget ved Seven Pines den 1. juni 1862, overtog Lee kommandoen over Army of Northern Virginia, hans første chance for at lede en hær i felten. Samtidige avisledere gjorde ophævelser over hans udnævnelse på grund af bekymringer om, at han ikke ville være tilstrækkelig aggressiv og ville vente på, at unionshæren kom til ham. I begyndelsen af krigen kaldte hans mænd ham for bedstemor Lee på grund af hans påstået forsigtige lederstil. Efter Syv dages slaget og indtil slutningen af krigen kaldte hans mænd ham blot "Marse Robert" (Marse er slang for Master). Han førte opsyn med en betydelig forstærkning af Richmonds forsvarsværker i de første tre uger af juni og iværksatte derefter en række angreb, Syv dages slaget, mod McClellans styrker. Lees angreb resulterede i store tab for Sydstaterne, og de var skæmmet af klodsede, taktiske præstationer af hans underordnede, men hans aggressive handlinger fik McClellan til at miste modet, og han trak sig tilbage langs James River til dér, hvor Unionens flåde havde kontrollen. Lees succes førte til en hurtig ændring af den offentlige mening, og avisernes ledere ændrede hurtigt mening om Lees aggressivitet.
Efter McClellans tilbagetog besejrede Lee endnu en unionshær i det Andet slag ved Bull Run. Derefter invaderede han Maryland i håbet om at få forsyninger og måske påvirke efterårets valg i Nordstaterne til fordel for en afslutning af krigen. McClellan’s mænd opsnappede en ordre, som afslørede Lees planer. McClellan overdrev altid Lees styrketal, men nu vidste han, at Sydstaternes hær var delt og kunne ødelægges ved et totalangreb på
Antietam. Imidlertid manøvrerede McCLellan for langsomt og havde ikke opdaget, at Lee var blevet informeret af en spion om, at McClellan kendte Lees planer. Lee kaldte omgående Stonewall Jackson tilbage, og på den blodigste dag i krigen modstod Lee Unionens angreb. Han trak sin ramponerede hær tilbage til Virginia, mens præsident Abraham Lincoln brugte anledningen til at fremsætte Emancipationserklæringen for at trænge Konføderationen i defensiven diplomatisk og moralsk.
Skuffet over McClellans fejlslåede forsøg på at ødelægge Lees hær udpegede Lincoln Ambrose Burnside som leder af Army of the Potomac. Burnside beordrede et angreb over Rappahannock floden i Slaget ved Fredericksburg. Forsinkelser med at få bygget broer over floden gav Lees hær rigelig tid til at bygge stærke forsvarsstillinger, og angrebet den 12. december 1862 var en katastrofe for Unionen. Lincoln overdrog derefter kommandoen over Army of the Potomac til Joseph Hooker. Hooker stødte frem for at angribe Lee i maj 1863, hvilket førte til Slaget ved Chancellorsville. Hooker blev besejret af Lee og Stonewall Jackson, som gennemførte en risikabel plan om at dele hæren og angribe Hookers flanke. Det var en sejr over en større styrke, men sejren havde en høj pris. Jackson, en af Lees dygtigste underordnede, blev ved et uheld såret af egne tropper og døde kort tid efter af lungebetændelse.

### Slaget ved Gettysburg
I sommeren 1863 invaderede Lee Nordstaterne en gang til i håbet om, at en sejr til Syden ville ødelægge Nordstaternes moral. En ung pennsylvansk kvinde, som så til fra sin veranda, da general Lee passerede forbi, bemærkede: "Jeg ville ønske, at han var en af vores". Han mødte Unionens styrker under George G. Meade i det 3 dage lange Slaget ved Gettysburg i Pennsylvania i juli. Slaget afstedkom de største tab i hele Borgerkrigen. Nogle af hans underordnede var nye og uerfarne på deres poster. Kavaleriet under J.E.B. Stuart holdt ham ikke underrettet om unionshærens bevægelser, og Lees beslutning om på slagets 3. dag at gennemføre et stort frontalangreb mod Unionens centrum – det katastrofale Pickett's Charge resulterede i store tab. Lee red ud for at møde sin slagne hær og råbte: "Det er alt sammen min fejl". Lee var tvunget til at trække sig tilbage. Selv om hans retræte blev blokeret af højvande i floderne, undslap han Meades ineffektive forfølgelse. Efter nederlaget ved Gettysburg indsendte Lee sin afskedsansøgning til præsident Jefferson Davis den 8. august 1863, men Davis afslog Lees anmodning. Om efteråret mødtes Lee og Meade igen i to mindre kampagner som ikke bragte en afslutning på det strategiske dødvande. Konføderationens hær overvandt aldrig helt de store tab, som den fik under tredages slaget i det sydlige Pennsylvania. Historikeren Shelby Foote konstaterede, at "Gettysburg var den pris, Sydstaterne betalte for at have Robert E. Lee som hærfører."

### Ulysses S. Grant og Unionens offensiv
I 1864 søgte den nye øverstkommanderende for Unionens hære generalløjtnant Ulysses S. Grant at ødelægge Lees hær gennem udmattelse ved at fastlåse Lee omkring hovedstaden Richmond. Lee afviste alle angreb, men Grant fik til stadighed forstærkninger og blev ved med at trænge længere og længere mod sydøst. Disse slag i Overland kampagnen omfattede bl.a. Slaget ved the Wilderness, Slaget ved Spotsylvania Court House, og Slaget ved Cold Harbor. Til sidst overraskede Grant Lee ved uset at flytte sin hær over James River. Efter at have stoppet Unionens forsøg på at erobre Petersburg, Virginia, et vigtigt jernbaneknudepunkt for forsyningen af Richmond, byggede Lees mænd hele skyttegravssystemer og blev belejret i Petersburg. (Denne udvikling var et forvarsel om skyttegravskrigen i Europa præcis 50 år senere). Han forsøgte at bryde stilstanden ved at sende Jubal A. Early på et raid gennem Shenandoah Dalen til Washington, D.C., men Early blev snart besejret af de overlegne styrker under Philip Sheridan. Belejringen af Petersburg varede fra juni 1864 til marts 1865, og Lees underlegne hær skrumpede dagligt på grund af deserteringer af modløse sydstatsfolk.

### Øverstkommanderende
Den 31. januar 1865 blev Lee forfremmet til øverstkommanderende over alle Konføderationens styrker.
Efterhånden som Syden løb tør for reserver, blev spørgsmålet om bevæbning af slaver af allerstørste betydning. I slutningen af 1864 havde hæren en så dominerende position i Konføderationen, at de civile ledere var ude af stand til at blokere militærets forslag, der havde Lees støtte, om at bevæbne og træne slaver til kamp for Konføderationen. Til gengæld for denne tjeneste skulle slavesoldater og deres familier gives fri. Lee forklarede: "Vi bør indsætte dem uden tøven … sammen med en gradvis og generel frigivelse". De første enheder var under uddannelse, da krigen sluttede. Da Sydstaternes hær blev decimeret af kamphandlinger, sygdom og deserteringer, lykkedes det Unionshæren at erobre Petersburg den 2. april 1865. Lee opgav Richmond og trak sig tilbage mod vest. Hans styrker blev omringet, og han overgav dem til Grant den 9. april 1865 ved Appomattox Courthouse, Virginia. Andre sydstatshære fulgte efter, og krigen sluttede. Dagen efter sin overgivelse udsendte Lee sin afskedstale til sin hær.
Lee modstod opfordringer fra nogle officerer om at afvise overgivelse og tillade små enheder at smelte væk i bjergene og begynde en langstrakt guerillakrig. Han insisterede på at krigen var ovre og arbejdede energisk på forsoning mellem nord og syd. ’’Langt fra at indgå i en krig for at forlænge slaveriet, glæder jeg mig over at slaveriet er afskaffet. Jeg tror på, at det i høj grad vil være i Sydens interesse”.

## Efter krigen
Inden borgerkrigen havde Lee og hans kone boet i hans kones familiehjem, Arlington House på Arlington plantagen ved Washington. Plantagen var blevet overtaget af unionsstyrker under krigen og blev en del af Arlington National Cemetery. Straks efter krigen tilbragte Lee to måneder i et lejet hus i Richmond og undslap derefter det uønskede byliv ved at flytte ind i opsynsmandens hus på en vens plantage nær Cartersville, Virginia. (I december 1882, returnerede USA’s højesteret ejendommen til Curtis Lee med stemmerne 5-4, idet retten fastslog, at ejendommen var blevet konfiskeret uretmæssigt. Den 3. marts 1883 købte Kongressen ejendommen fra Lee for $150,000.)
Mens han boede på landet, skrev Lee til sin søn, at han håbede på at trække sig tilbage til en farm, som han selv ejede, men nogle uger senere fik han et tilbud om at blive præsident for Washington College (nu Washington and Lee University) i Lexington, Virginia. Lee accepterede og forblev universitets præsident fra 2. oktober 1865 indtil sin død. På fem år ændrede han Washington College fra at være et lille, almindeligt universitet til at være et af de første amerikanske universiteter, der udbød kurser i virksomhedsledelse, journalistik og spansk. Han indførte også et radikalt og enkelt æresbegreb: "Vi har kun én regel, og det er, at enhver student er en gentleman" — det har overlevet til i dag på Washington og Lee og nogle få andre skoler, som fastholder æressystemer. Af vigtighed var det, at Lee fokuserede universitetet på at tiltrække studerende både fra Nord- og Sydstaterne.

### Efterkrigspolitik
Lee, som var havde været modstander af udtræden af Unionen, og i øvrigt var ligeglad med politik inden Borgerkrigen, støttede præsident Andrew Johnsons genforeningsplan, som blev sat i værk i 1865-1866. Han var derimod modstander af de radikale Republikaneres program, som blev indført i 1867. I februar 1866 blev han indkaldt som vidne for Kongressens fælleskomite om genforening i Washington, hvor han gav udtryk for støtte til præsident Andrew Johnsons planer om en hurtig genetablering af de tidligere Sydstater og argumenterede for at genforeningen så vidt muligt skulle genskabe status quo ante i de sydlige staters styre (bortset fra slaveri). Lee sagde, "Enhver, jeg omgås, udtrykker venlige følelser overfor de frigivne slaver. De ønsker at se dem komme videre i verden, og især at de må finde et erhverv og bruge deres hænder til arbejde." Lee udtrykte også "sin vilje til at sorte skulle uddannes, og ... at det ville være bedre for både de sorte og de hvide." På et tidspunkt i begyndelsen af 1866, hvor de fleste nordfra var modstandere af stemmeret for sorte, advarede Lee om, at tildeling af stemmeret ville være upopulært. "Min egen holdning er, at for nærværende kan de [sorte fra Syden] ikke stemme fornuftigt, og at give dem stemmeret vil lede til meget demagogi og lede til forskellige former for forlegenheder."
I et interview i maj 1866 sagde Lee, "det radikale parti vil formentlig gøre en masse skade, for vi ønsker, at der skal gro velvilje mellem Nord og Syd, og præsidenten, Mr. Johnson, har gjort meget for at styrke velviljen overfor Unionen blandt os. Forholdet mellem negrene og de hvide var tidligere venligt og ville forblive sådan, hvis ikke der gennemføres lovgivning til fordel for de sorte på en måde, som kun vil skade dem."
I 1868 lavede Lees allierede Alexander H. H. Stuart et udkast til et offentligt brev til støtte for det demokratiske partis præsidentkandidat Horatio Seymour, som var opstillet mod Lees gamle modstander Republikaneren Ulysses S. Grant. Lee underskrev det sammen med 31 andre tidligere konfødererede. Den Demokratiske kampagne var ivrig efter at offentliggøre støtten og bragte brevet i mange aviser. Deres brev udtrykte faderlig omsorg for de frigivne sorte i Syden og fastslog, at "tanken om, at folk i Syden er fjendtlige overfor negrene og ville undertrykke dem, hvis de havde muligheden for det, er helt ubegrundet. De er vokset op i blandt os, og vi har været vant til fra barnsben at betragte dem med velvilje ." Brevet forlangte også genskabelse af de hvides politiske styre, idet "det er sandt, at folk i Syden, i lighed med den store majoritet af folk i nord og vest af åbenlyse grunde er ubøjelige modstandere af ethvert system af love, som lægger den politiske magt i landet i hænderne på negrene. Men denne modstand udspringer ikke af en følelse af fjendskab, men fra en dybtfølt overbevisning om, at for nærværende har negrene hverken den intelligens eller de andre kvalifikationer, som er nødvendige for at gøre dem til sikre indehavere af politisk magt."
I sine offentlige udtalelser og private korrespondance argumenterede Lee for, at en forsonlig tone og tålmodighed ville fremme de hvide sydstatsfolks interesser bedre end hidsig modstand mod de føderale autoriteter eller brug af vold. Han bortviste gentagne gange hvide studenter fra Washington College for at have gennemført voldelige angreb på lokale, sorte mænd, og anmodede offentligt indtrængende om lydighed overfor autoriteterne og respekt for lov og orden. I 1869-1870 var han leder af et succesfuldt forsøg på at starte statsfinansierede skoler for sorte. Privat revsede han tidligere sydstatsfolk såsom Jefferson Davis og Jubal A. Early for deres hyppige og vrede svar på følte fornærmelser fra Nordstaterne, og skrev privat til dem, som han havde skrevet til en bladredaktør i 1865, at "det bør være målet for enhver at undgå kontrovers, at dulme lidenskaber, give god plads til fornuft og enhver venlig følelse. Ved at gøre dette og tilskynde vore borgere til at engagere sig i livets opgaver med hele deres hjerte og opmærksomhed, stålsat på ikke at blive afsporet af tanker om fortiden og frygt for fremtiden, vil vores land ikke blot blive genskabt i materiel velstand, men vil blive forbedret i videnskab, i kraft og i religion."
Lee ansøgte om, men fik aldrig tildelt den amnesti, som efter krigen blev tilbudt tidligere sydstatsfolk, som svor på at forny deres troskab overfor De Forenede Stater. Efter at han havde udfyldt ansøgningsformularen, blev den afleveret på skrivebordet hos udenrigsministerenWilliam H. Seward, som antog, at sagen var blevet håndteret af en anden, og at dette bare var en personlig kopi. Han arkiverede sagen, indtil den blev fundet årtier senere i hans skrivebordsskuffe. Lee antog, at det manglende svar var udtryk for, at regeringen ønskede at beholde muligheden for at retsforfølge ham i fremtiden.
Lees eksempel med at ansøge om amnesti tilskyndede mange andre tidligere medlemmer af Sydstaternes hær til at acceptere et fornyet statsborgerskab. I 1975 blev Lees fulde rettigheder som statsborger posthumt genoprettet ved en fælles beslutning af de to kamre i USA's kongres med effekt fra den 13. juni 1975. Ved underskrivelsesceremonien den 5. august 1975 anerkendte præsident Gerald Ford opdagelsen af Lees troskabsed ved Elmer Oris Parker, en ansat i National Archives i 1970.
Lee deltog i et møde for tidligere sydstatssoldater i 1870, hvor han udtrykte fortrydelse over sin overgivelse ved Appomattox Courthouse, under indtryk af effekten af den republikanske rekonstruktionspolitik i Syden. I en samtale med Texas tidligere guvernør sagde han:
Guvernør, hvis jeg havde forudset hvad de folk (Yankees) havde tænkt sig at bruge deres sejr til, var der ikke blevet en overgivelse ved Appomattox Courthouse; nej hr., ikke af mig. Havde jeg forudset disse resultater af underkastelse, ville jeg hellere være død ved Appomattox med mine modige mænd med mit sværd i min højre hånd.

### Sygdom og død
Den 28. september 1870 blev Lee ramt af et slagtilfælde, som fratog ham talens brug. Lee døde af lungebetændelse lidt efter kl. 9 den 12. oktober 1870, to uger efter slagtilfældet, i Lexington, Virginia. Han blev begravet under Lee Chapel på Washington and Lee University, hvor han fortsat ligger. Ifølge J. William Jones' Personal Reminiscences, Anecdotes, and Letters of Gen. Robert E. Lee, var hans sidste ord "Sig til Hill, at han må komme. Tag teltet ned." men dette er tvivlsomt, da der er modstridende beretninger. Da Lee's slagtilfælde resulterede i afasi, kan sidste ord have været en umulighed. Lee blev behandlet homøopatisk for denne lidelse.

### Eftermælet
Blandt sydstatsfolk blev Lee endnu mere berømmet efter overgivelsen, end han var blevet under krigen – hvor Stonewall Jackson havde været den store sydstatshelt, (især efter Jacksons død ved Chancellorsville). Beundrere pegede på hans karakter og hengivenhed til tjenesten, for ikke at nævne hans store taktiske successer i slag efter slag mod en overlegen fjende. Militærhistorikere studerer fortsat hans taktik på slagmarken og hans manøvrer, selv om mange mener, at han skulle have udformet bedre strategiske planer for Sydstaterne. Det skal imidlertid påpeges, at han ikke havde frie hænder før til allersidst i krigen. Hans ry fortsatte med at vokse, og i år 1900 havde kulten omkring ham spredt sig til Nordstaterne og signalerede en national ophøjelse.
I dag blandt de, som tror på "The Lost Cause," omtales general Lee som "Marmormanden."

## Monumenter, erindringer og erindringsdage

### Monumenter
- Siden det blev bygget i 1884, har det mest prominente monument i New Orleans været et 18 meter højt monument over general Lee. En 5 meter høj statue af Lee står over en søjlerække i hvid marmor i centrum af Lee Circle. Statuen af Lee, som vejer over 3 tons, vender mod syd. Lee Circle liger ved New Orleans' berømte St. Charles Avenue. Sporvognene i New Orleans ruller forbi Lee Circle og New Orleans' fineste Mardi Gras parader passerer rundt om Lee Circle. Rundt om hjørnet fra Lee Circle ligger New Orleans' Confederate Museum, som indeholder den næststørste samling af sydstatsmemorabilia i verden.[42]

- En stor rytterstatue af Lee udført af den franske billedhugger Jean Antonin Mercié står i centrum af Richmond, Virginias berømte Monument Avenue, som indeholder fire andre statuer af berømte Sydstatsfolk. Monumentet over Lee blev afsløret den 29. maj 1890. Over 100.000 tilskuere deltog i afsløringen.
- Robert E. Lee optræder også på relieffet på Stone Mountain, Georgia.

### Mærkedage
Robert E. Lees fødselsdag festligholdes eller erindres i:
- Staten Virginia som en del af Lee-Jackson Dagen, som blev adskilt fra Martin Luther King, Jr. dagen i 2001. King fridagen falder på den tredje mandag i januar, mens Lee-Jackson Day markeres på den forudgående fredag. .
- Staten Texas fejrer som en del af Confederate Heroes Day den 19. januar Lees faktiske fødselsdag.
- Staterne Alabama, Arkansas og Mississippi på den tredje mandag i januar sammen med Martin Luther King, Jr.
- Staten Georgia på dagen efter Thanksgiving.
- Staten Florida som en officiel feriedag den 19. januar.[43]

### Geografiske steder
- Robert Lee, Texas
- Leesville halvdelen af Batesburg-Leesville, South Carolina.
- Fort Lee i Prince George County, Virginia.
- Lee County, Alabama; Lee County, Arkansas; Lee County, Florida; Lee County, Kentucky; Lee County, Mississippi; Lee County, North Carolina; Lee County, South Carolina; Lee County, Texas; Lee County, Virginia.
- Lee Drive, Baton Rouge Louisiana — en af byens hovedgader nær Louisiana State University. Robert E. Lee High School ligger på denne gade.
- Lee Highway, et National Auto Trail i USA som forbinder New York City og San Francisco, California via det Sydlige og Sydvestlige USA
- Lee Avenue, i Manassas, Virginia, blev opkaldt efter Robert E. Lee og krydser Grant Avenue foran det gamle Prince William County Courthouse. Grant Avenue blev opkaldt efter General Ulysses S. Grant.
- Robert E. Lee Memorial Park, Baltimore, MD
- Robert E. Lee ses på relieffet på Stone Mountain i Georgia
- Robert E. Lee Blvd i New Orleans

### Skoler og universiteter
- Robert E. Lee Academy, Bishopville, South Carolina
- Washington and Lee University, Lexington, Virginia
- Adskillige high schools.
  - Robert E. Lee High School, Jacksonville, Florida
  - Lee-Davis High School, Mechanicsville, Virginia
  - Southern Lee High School, Sanford, North Carolina
  - Lee County High School, Sanford, North Carolina
  - Upson-Lee High School, Thomaston, Georgia
  - Washington-Lee High School, Arlington, Virginia
- Robert E. Lee Junior High School, Monroe, Louisiana
- Robert E. Lee Junior High School, San Angelo, Texas
- Robert E. Lee Middle School, Orlando, Florida
- Adskillige grundskoler

### Mindesmærker
- Arlington House, også kendt som Custis-Lee Mansion ligger i vore dages Arlington National Cemetery, vedligeholdes af National Park Service som et mindesmærke over Lee.
- Virginia State Memorial på slagmarken ved Gettysburg har en rytterstatue af Lee på toppen udført af Frederick William Sievers. Statuen peger nogenlunde i retning af Picketts angreb.
- Lee er en af figurerne, som er afbildet i basrelief på Stone Mountain nær Atlanta i Georgia. Han ledsages til hest af Stonewall Jackson og Jefferson Davis.
- En statue af Lee til hest står i Robert E. Lee Park, i Dallas, Texas.
- Trods sin præsidentielle benådning fra Gerald Ford, og trods det at han fortsat sættes højt af mange amerikanere, blev afbildningen af ham på Richmonds flodvægge på James River anset for stødende af nogen, og blev fjernet i slutningen af 90-erne, men er nu tilbage.
- USS Robert E. Lee (SSBN-601) var en undervandsbåd, der blev opkaldt efter Lee og bygget i 1958
- Mississippi flodbåden Robert E. Lee blev opkaldt efter Lee efter Borgerkrigen. Den deltog i en kapsejlads i 1870 mellem St. Louis og New Orleans sammen med Natchez VI, som optrådte i et litografi af Currier and Ives. Robert E. Lee vandt kapsejladsen. Dampskibet inspirerede også til en sang Waiting for the Robert E. Lee (Lewis Muir-L. Wolfe Gilbert).
- I 1900 var Lee en af de første 29 personer, der blev udvalgt til Hall of Fame for Great Americans (den første Hall of Fame i USA), designed af Stanford White, på New York Universitets Campus i Bronx, New York, nu en del af Bronx Community College.

- Robert E Lee Monument, Charlottesville, Virginia, Leo Lentilli, skulptør, 1924
- Robert E Lee, Virginia Monument, Gettysburg, Pennsylvania, William Sievers, skulptør, 1917
- Lee af Mercié, Monument Avenue, Richmond, Virginia, 1890
- Statue af Lee i Dallas, Texas

## Yderligere læsning

### Biografier
- Blount, Roy, Jr. Robert E. Lee Penguin Putnam, 2003. 210 pp., short popular biography
- Carmichael, Peter S., ed. Audacity Personified: The Generalship of Robert E. Lee Louisiana State U. Pr., 2004.
- Connelly, Thomas L., "The Image and the General: Robert E. Lee in American Historiography." Civil War History 19 (March 1973): 50-64.
- Connelly, Thomas L., The Marble Man. Robert E. Lee and His Image in American Society. New York: Alfred A. Knopf, 1977.
- Connelly, Thomas L., "Robert E. Lee and the Western Confederacy: A Criticism of Lee's Strategic Ability." Civil War History 15 (June 1969): 116-32
- Cooke, John E., "A Life of General Robert E. Lee" Kessinger Publishing, 2004.
- Dowdey, Clifford. Lee 1965.
- Fellman, Michael (2000), The Making of Robert E. Lee. New York: Random House (ISBN 0-679-45650-3).
- Fishwick, Marshall W. Lee after the War 1963.
- Flood, Charles Bracelen. Lee — The Last Years 1981.
- Douglas S. Freeman. R. E. Lee, A Biography (4 volumes), Scribners, 1934 (online i sin helhed). Den længste og mest indflydelsesrige biografi, af Pulitzer prisvinder.
- Gary W. Gallagher; Lee the Soldier. University of Nebraska Press, 1996
- Gary W. Gallagher; Lee & His Army in Confederate History. University of North Carolina Press, 2001
- McCaslin, Richard B. Lee in the Shadow of Washington. Louisiana State University Press, 2001.
- Pryor, Elizabeth Brown; Reading the Man: A Portrait of Robert E. Lee Through His Private Letters. New York: Viking, 2007.
- Reid, Brian Holden. Robert E. Lee: Icon for a Nation, London: Weidenfeld & Nicolson, 2005.
- Thomas, Emory Robert E. Lee W.W. Norton & Co., 1995 (ISBN 0-393-03730-4) komplet biografi

### Militære kampagner
- Brown, Kent Masterson. Retreat from Gettysburg: Lee, Logistics, and the Pennsylvania Campaign. U. of North Carolina Press, 2005.
- Cavanaugh, Michael A., and William Marvel, The Petersburg Campaign: The Battle of the Crater: "The Horrid Pit," June 25-August 6, 1864 (1989)
- Davis, William C. Death in the Trenches: Grant at Petersburg (1986).
- Dowdey, Clifford. The Seven Days 1964.
- Douglas S. Freeman. Lee's Lieutenants: A Study in Command (3 volumes), Scribners, 1946, ISBN 0-684-85979-3.
- Fuller, Maj. Gen. J. F. C., Grant and Lee, A Study in Personality and Generalship, Indiana University Press, 1957, ISBN 0-253-13400-5.
- Gott, Kendall D., Where the South Lost the War: An Analysis of the Fort Henry-Fort Donelson Campaign, February 1862, Stackpole Books, 2003, ISBN 0-8117-0049-6.
- Grimsley, Mark, And Keep Moving On: The Virginia Campaign, May-June 1864 University of Nebraska Press, 2002.
- Harsh, Joseph L. Taken at the Flood: Robert E. Lee and Confederate Strategy in the Maryland Campaign of 1862 Kent State University Press, 1999
- Johnson, R. U., and Buel, C. C., eds., Battles and Leaders of the Civil War. 4 vols. New York, 1887-88; essays by leading generals of both sides; online udgave
- McWhiney, Grady, Battle in the Wilderness: Grant Meets Lee (1995)
- Maney, R. Wayne, Marching to Cold Harbor. Victory and Failure, 1864 (1994).
- Marvel, William. Lee's Last Retreat: The Flight to Appomattox. University of North Carolina Press, 2002.
- Matter, William D., If It Takes All Summer: The Battle of Spotsylvania (1988)
- Rhea, Gordon C., The Battle of the Wilderness May 5–6, 1864, Louisiana State University Press, 1994, ISBN 0-8071-1873-7.
- Rhea, Gordon C., The Battles for Spotsylvania Court House and the Road to Yellow Tavern May 7–12, 1864, Louisiana State University Press, 1997, ISBN 0-8071-2136-3.
- Rhea, Gordon C., To the North Anna River: Grant and Lee, May 13–25, 1864, Louisiana State University Press, 2000, ISBN 0-8071-2535-0.
- Rhea, Gordon C., Cold Harbor: Grant and Lee, 26. maj – 3. juni 1864, Louisiana State University Press, 2002, ISBN 0-8071-2803-1.
- Miller, J. Michael, The North Anna Campaign: "Even to Hell Itself," May 21-26, 1864 (1989).
- Steere, Edward, The Wilderness Campaign (1960)

### Biografier
- Freeman's biografi over Lee
- Biografisk artikel i Appleton's Encyclopedia
- Nekrolog over Robert E. Lee, med tilbageblik set fra et Unionssynspunkt. The New York Times; 13. oktober 1870

### Monumenter
- Lee Chapel på Washington and Lee University hvor Robert E. Lee ligger begravet
- Robert E Lee / Virginia Monumentet ved Gettysburg Arkiveret 25. september 2007 hos  Wayback Machine